# 道の駅禅の里
道の駅禅の里（みちのえき ぜんのさと）は、福井県吉田郡永平寺町清水にある国道416号の道の駅である。

## 施設
- 駐車場
  - 大型車：2台[5]
  - 小型車：46台[5]
  - 身障者用：4台[5]
- トイレ
  - 男性：（小）4器・（大）2器
  - 女性：6器
  - 身障者用：2器
- 特産物販売コーナー（9:00 - 18:00）[5]
  - 永平寺町内にキャンパスがある福井県立大学との産学連携によって開発した商品が販売されている[5]。
- 飲食コーナー（食事：11:00 - 15:00、カフェ：10:00 - 16:00）[5]
- 電気自動車充電ステーション
- 永平寺温泉禅の里（日帰り入浴施設、10:00 - 21:00）[5][6] - 2013年（平成25年）に開業し[4][7]、その後道の駅を一体整備した。
  - 足湯（屋外）[6]

### 管理団体
- 設置者：永平寺町
- 指定管理者：株式会社きらり[4][8]

## 休館日
- 毎月第3水曜日[5]
- 年末年始[5]

## アクセス
- 国道416号[5] - 登録路線
- 中部縦貫自動車道上志比ICより約2分。
- えちぜん鉄道勝山永平寺線 山王駅[6]より徒歩約15分。

## 周辺
- 永平寺町役場上志比支所